# Gyűrűs porhanyósgomba
A gyűrűs porhanyósgomba (Psathyrella leucotephra) a porhanyósgombafélék családjába tartozó, Európában honos, lombos erdőkben a korhadó faanyagon élő, nem ehető gombafaj. 

## Megjelenése
A gyűrűs porhanyósgomba kalapja 3-7 cm széles, alakja kezdetben félgömbszerű, ami hamar domború lesz, majd laposan kiterül, közepén tompa púppal. Felszíne sima, erősen higrofán (nedvszívó, ilyenkor sötétebb). Színe nedvesen sötétokkerbarna, szárazon egészen világos mogyorószínű. Szélén fehéres burokmaradványok lehetnek.
Húsa vékony, fehéres. Szaga nem jellegzetes, íze erősen lisztes, később dohos.
Lemezei viszonylag sűrű állásúak, tönkhöz nőttek. Színük fehéres, majd lila árnyalatú szürkésfekete. Élük fehéresen, finoman pihés.
Tönkje 8-12 cm magas és 0,4-0,8 cm vastag. Felfelé kissé vékonyodik, törékeny. Gallérja jól fejlett, hártyás, lelógó. Felszíne a csúcsán kissé bordás, lejjebb szálas, pihés.
Spórapora bíborfekete. Spórája ellipszoid vagy tojásdadok, oldalnézetben esetleg lapos, sima, mérete 7,5-10 x 4,5-6,5 µm.

### Hasonló fajok
Hasonlíthat hozzá a fehér porhanyósgomba, a csoportos porhanyósgomba vagy a barna porhanyósgomba, de gallérja alapján jól megkülönböztethető.    

## Elterjedése és termőhelye
Európában honos. Magyarországon gyakori.
Hegyvidéki lombos erdőkben a patakok közelében vagy hegyvidéki és alföldi égeresek peremén található meg. Termőhelye mindig árnyékos, nyirkos, tápanyagban gazdag. Többnyire nagy, tömör csoportokban nő, néha több tenyérnyi területet beborítva. Májustól késő őszig terem. 

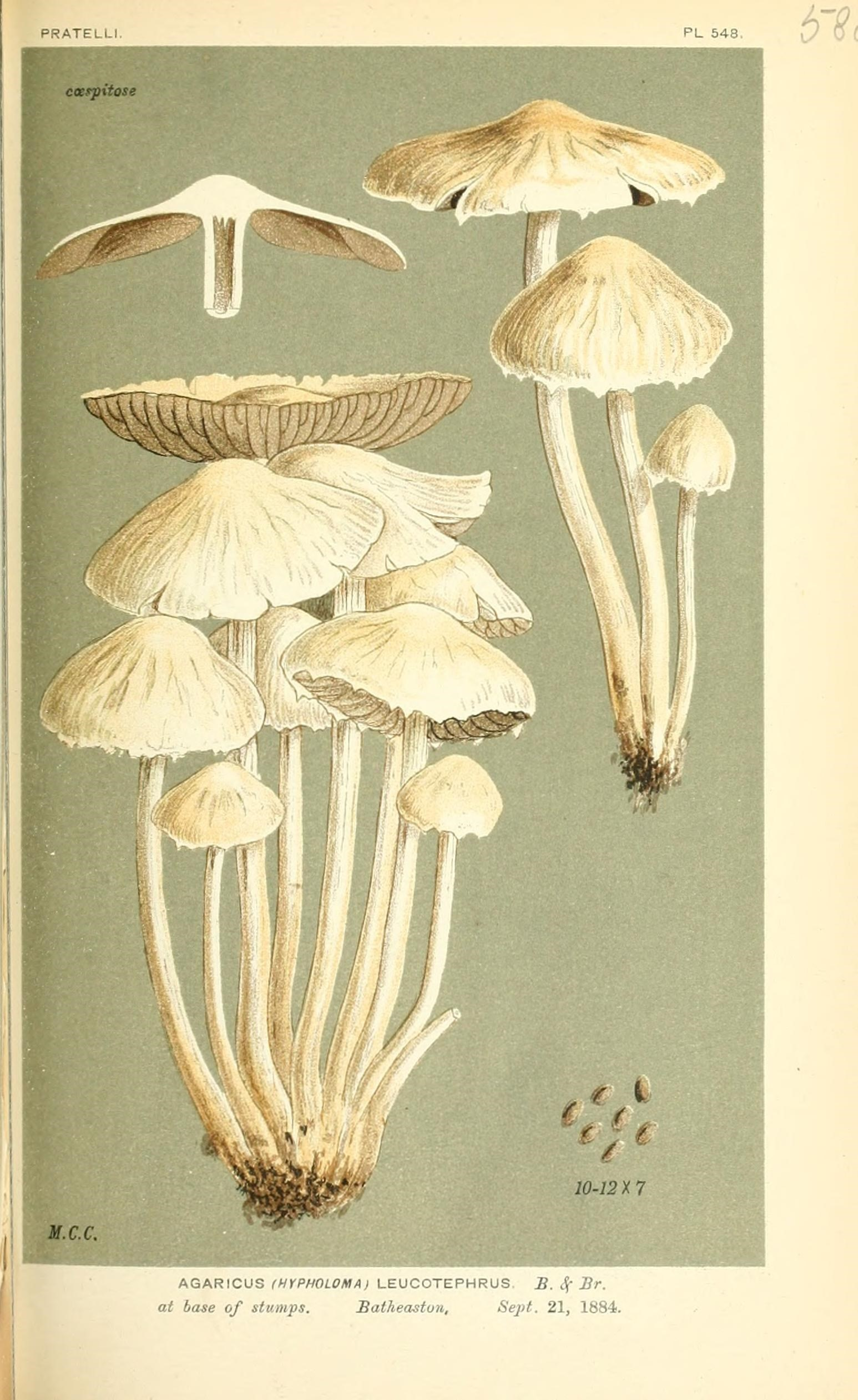
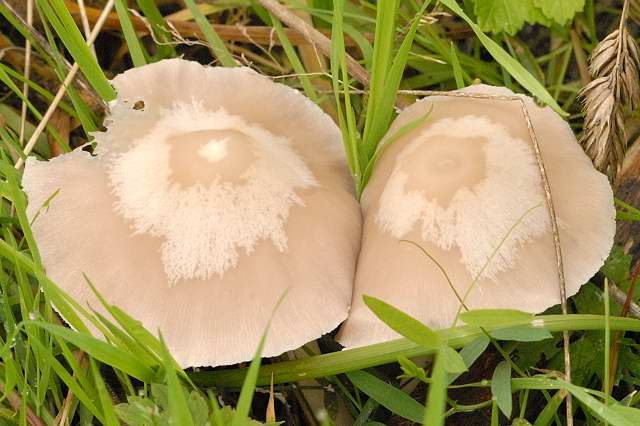
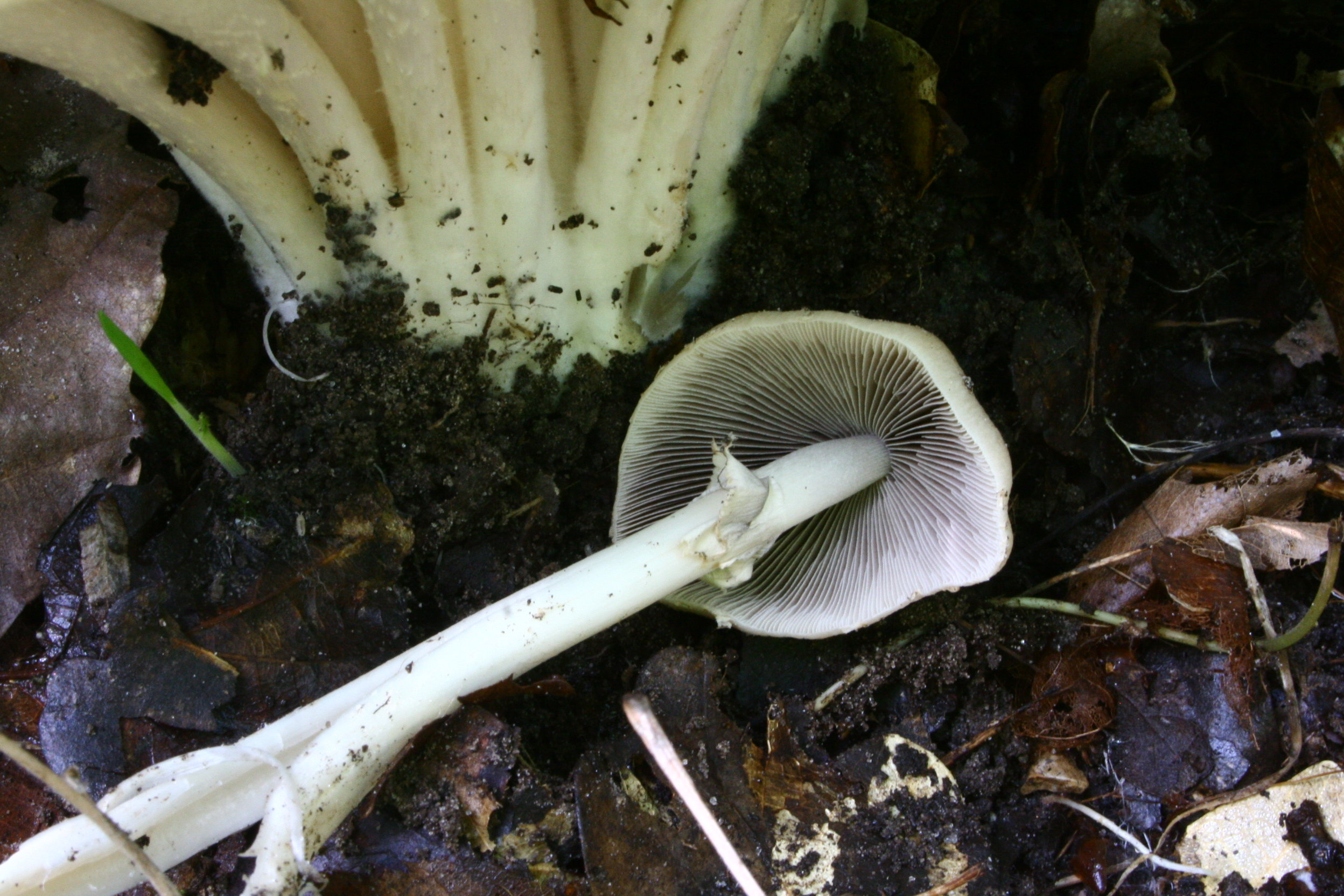

Nem ehető.   